# Alexander Nikolajewitsch Wertinski

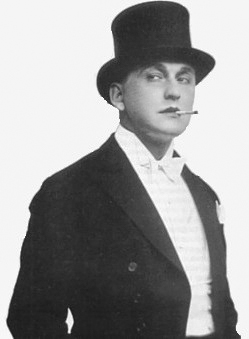
Alexander Wertinski

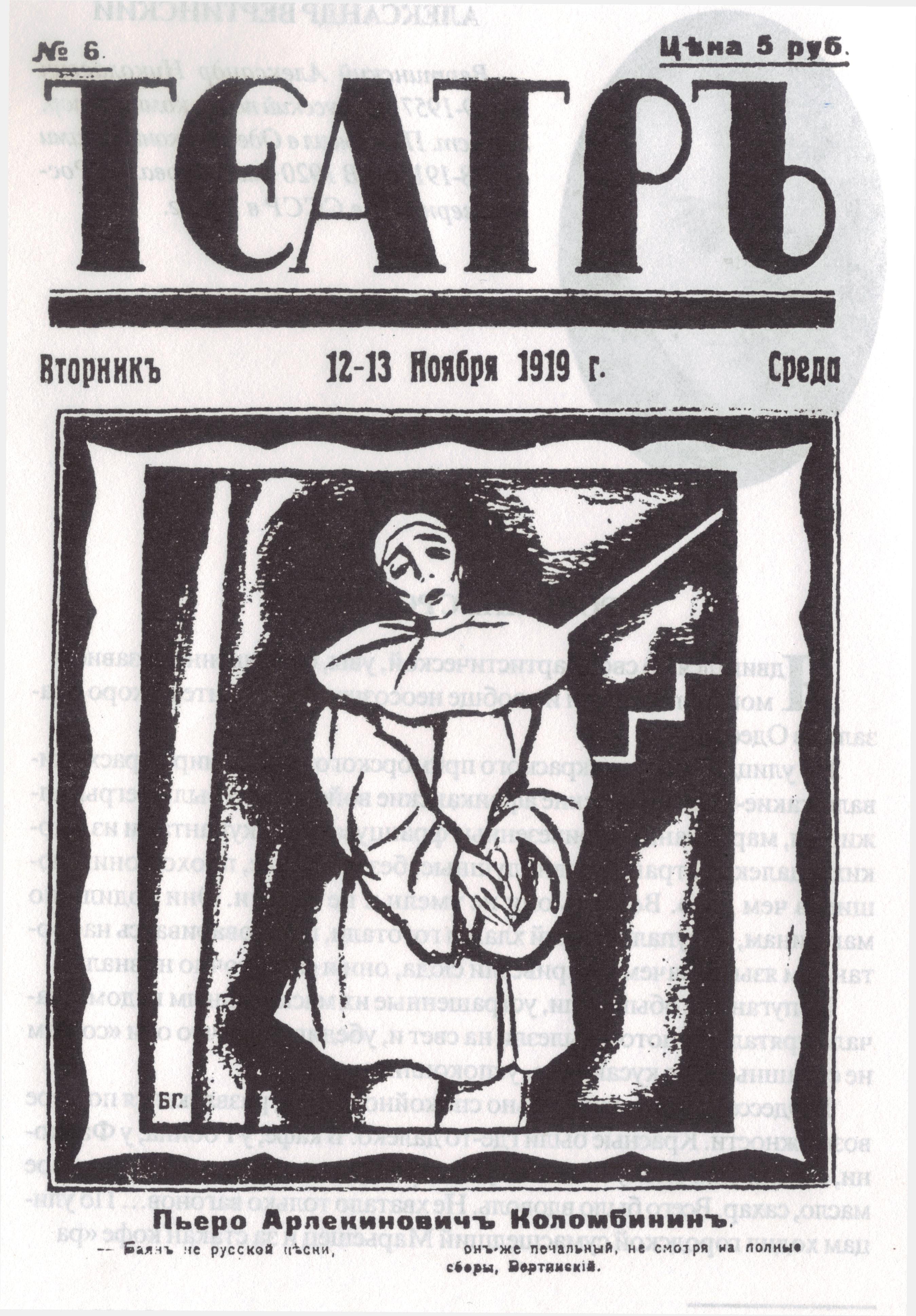
Titelblatt Theater (1919)

Alexander Nikolajewitsch Wertinski (russisch Александр Николаевич Вертинский; * 8. Märzjul. / 20. März 1889greg. in Kiew, Russisches Kaiserreich; † 21. Mai 1957 in Leningrad, Russische SFSR) war ein russischer und sowjetischer Künstler, Sänger, Kabarettist und Filmschauspieler.

## Leben
Wertinski – geboren als uneheliches Kind − wurde mit fünf Jahren Vollwaise. Er wuchs bei der Schwester seines Vaters in Kiew auf. 1905 wurde er von der Schule verwiesen und schrieb einige Kurzgeschichten für Kiewer Zeitschriften, um seinen Lebensunterhalt zu verdienen. 1912 zog er mit seiner Schwester nach Moskau, wo er die Aufnahmeprüfung am Moskauer Künstlertheater von Stanislawski nicht bestand. Zu dieser Zeit wurden die Geschwister kokainsüchtig; seine Schwester starb während des Ersten Weltkriegs an einer Überdosis.
Um 1916 begann Wertinski als Pierrot aufzutreten und sang dabei mit gepudertem Gesicht Arietten mit tragischem Ausgang. In dieser Rolle erlangte er Berühmtheit und wurde zwar in Presseberichten verrissen, jedoch vom Publikum gefeiert. Neben seiner Karriere als Sänger trat er auch als Schauspieler in Stummfilmen von Alexander Chanschonkow auf. Zu jener Zeit entwickelte sich eine lebenslange Freundschaft mit Iwan Mosschuchin.
Im November 1920 beschloss Wertinski, Sowjetrussland zu verlassen. Nach Auftritten in Konstantinopel und dem rumänischen Bessarabien, wo er als sowjetischer Agent verdächtigt wurde, Polen und Deutschland zog er 1923 nach Paris, wo er neun Jahre lang vor einem russischen Emigrantenpublikum in Cabarets in Montmartre auftrat.
Nach mehreren erfolgreichen Tourneen im Nahen Osten folgte Wertinski seinem Publikum aus wohlhabenden russischen Emigranten in die Vereinigten Staaten, wo er vor Persönlichkeiten wie  Rachmaninow, Schaljapin und Marlene Dietrich auftrat. Infolge der Weltwirtschaftskrise musste er jedoch nach Shanghai ziehen, wo er seine Frau Lidija (geborene Zirgwawa) kennenlernte.
1943 gestattete ihm die sowjetische Regierung, in die UdSSR zurückzukehren. Hier gab er etwa zweitausend Konzerte, von Sachalin bis Kaliningrad. Daneben trat er auch in sowjetischen Filmen auf, wobei er oft vorrevolutionäre Aristokraten verkörperte. Für seine Rolle eines antikommunistischen Kardinals erhielt er 1951 sogar den Stalinpreis.
Seine beiden Töchter Marianna und Anastassija wurden erfolgreiche Kinoschauspielerinnen. Anastassija heiratete den Filmregisseur und -schauspieler Nikita Michalkow. Bis heute gilt Wertinski zusammen mit Schaljapin, Okudschawa und Wyssozki als einer der größten russischen Sänger des 20. Jahrhunderts. Er ist als Interpret des Liedes Dorogoi dlinnoju bekannt geworden, dessen Melodie 1962 für den Welthit Those Were the Days verwendet wurde.
Der Asteroid 3669 Vertinskij, der 1982 von der Astronomin Ljudmila Karatschkina entdeckt wurde, ist nach Wertinski benannt.

## Filmografie
- 1913: Obryv
- 1928: Geheimnisse des Orients
- 1931: Das Ende der Welt
- 1950: Zagovor obrechyonnykh
- 1954: Herz ohne Liebe
- 1954: Skanderbeg – Ritter der Berge

## Diskografie
- 1969 Александр Вертинский (Мелодия, Д 026773-4 | (Sowjetunion))
- 1989 Александр Вертинский (Мелодия, М60 48689 001; М60 48691 001 | (Sowjetunion))
- 1994 То, что я должен сказать (Мелодия, MEL CD 60 00621 | (Russland))
- 1995 Песни любви (RDM, CDRDM 506089; Boheme Music, CDBMR 908089 | (Russland))
- 1996 Vertinski (Le Chant du Monde, LDX 274939-40 | (Frankreich))
- 1999 Легенда века (Boheme Music, CDBMR 908090 | (Russland))
- 2000 Vertinski (Boheme Music, CDBMR 007143 | (Russland))

## Bibliografie
- 1992 Alexander Vertinsky, Herz im Smoking: Lieder, Gedichte. Hg. und übertr. von Igor Severjanin, mit einem Essay von Alexander Nitzberg. Moskau 1992.